# 국제 권리 장전

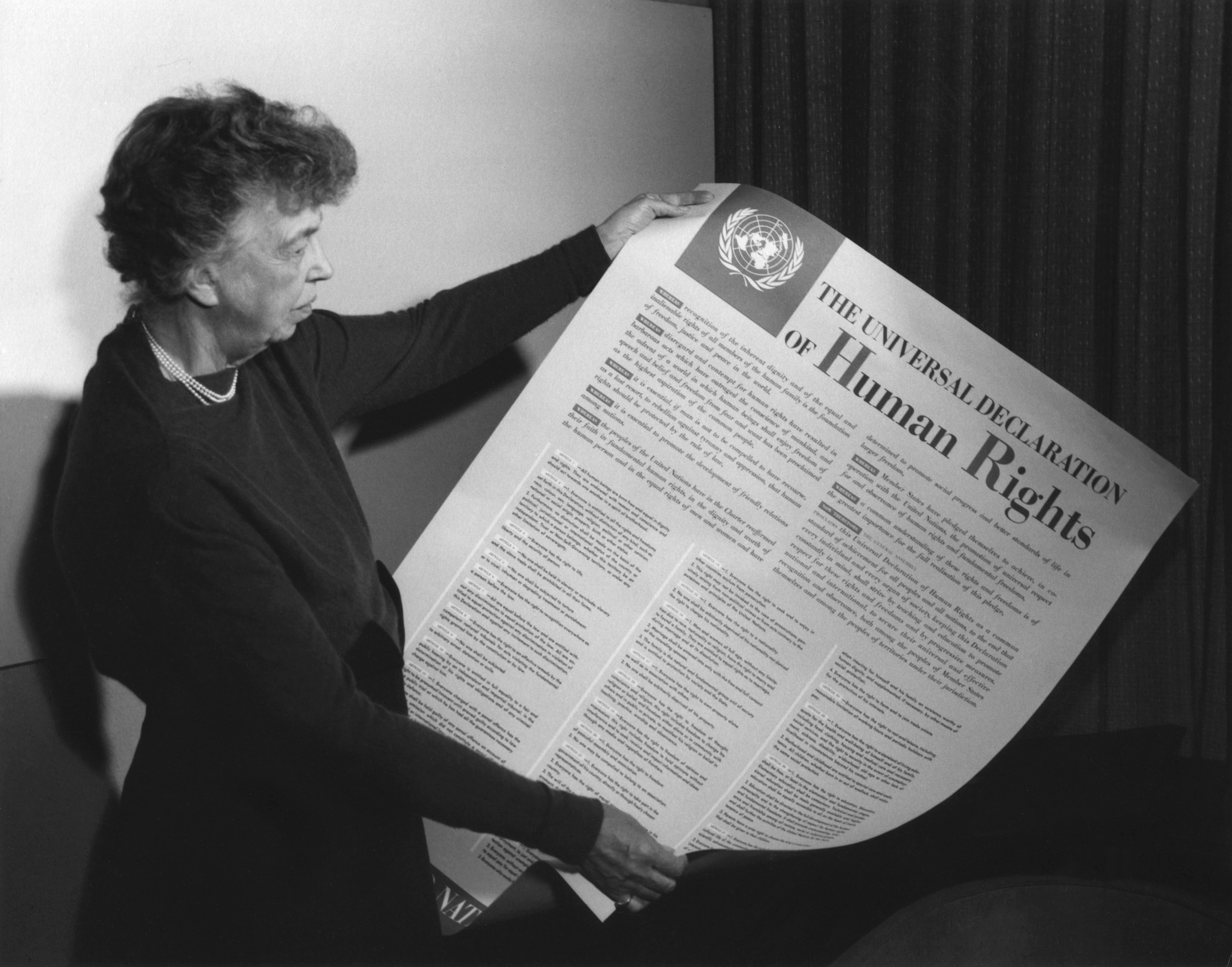

국제 권리 장전(영어: International Bill of Human Rights)은 인권에 관한 2개의 국제 조약과 1개의 유엔 총회 결의를 비공식적으로 부르는 말이다.
즉, 세계인권선언, 시민적 및 정치적 권리에 관한 국제규약, 경제적·사회적 및 문화적 권리에 관한 국제규약을 합쳐서, 비공식적인 명칭인 국제 권리 장전이라고 부른다.

## 역사
유엔은 1948년 12월 10일 세계인권선언을 채택함과 동시에 이를 조약화하는 작업을 곧바로 하였다. 어떠한 내용을 조약화할 것인가에 대해 논란이 있었으며 서구국가들의 인권을 사회경제적 권리와 시민적 정치적으로 분리할 것을 주장하였다. 반면 사회주의 국가들은 단일 문서를 지지하였다. 논란 끝에 유엔은 분리안을 채택하였다.

## 같이 보기
- 영국의 권리장전
- 미국의 권리장전
- 프랑스 인권선언 - 프랑스의 권리장전
- 세계인권선언 - 세계의 권리장전
- 대한민국의 권리장전